# Мартін Гелльварт
Мартін Гелльварт  (нім. Martin Höllwarth; нар. 13 квітня 1974) — австрійський стрибун з трампліна, олімпійський медаліст.

## Виступи на Олімпіадах
| Олімпіада           | Дисципліна             | Місце |
| ------------------- | ---------------------- | ----- |
| Альбервіль 1992     | інд., норм. трамплін   | 2     |
| Альбервіль 1992     | інд., великий трамплін | 2     |
| Альбервіль 1992     | ком., великий трамплін | 2     |
| Нагано 1998         | інд., великий трамплін | 43    |
| Нагано 1998         | ком., великий трамплін | 3     |
| Солт-Лейк-Сіті 2002 | інд., норм. трамплін   | 25T   |
| Солт-Лейк-Сіті 2002 | інд., великий трамплін | 14    |
| Солт-Лейк-Сіті 2002 | ком., великий трамплін | 4     |